# Ganting (Salo)
Ganting is een bestuurslaag in het regentschap Kampar van de provincie Riau, Indonesië. Ganting telt 2599 inwoners (volkstelling 2010).